# Mathavara, Chikmagalur
Mathavara là một làng thuộc tehsil Chikmagalur, huyện Chikmagalur, bang Karnataka, Ấn Độ.